# Alburquerque (Bohol)
Alburquerque é um município de  quinta classe de renda municipal (d) na província Bohol, nas Filipinas. De acordo com o censo de 1 de maio  de  2020 possui uma população de 11 246 pessoas e 2 589 domicílios.